# Капела на гробљу у Меленцима
Капела на гробљу у Меленцима грађена је за породицу Димитријевић по пројекту чувеног српског архитекте Владимира Николића 1895. године. Капела породице Димитријевић има основу облика грчког крста, са високом куполом. Фасаде су обрађене полихромно ређањем жуте и црвене опеке. Капела је грађена у стилу историцизма са утицајем српске средњовековне архитектуре. 
Иконе на иконостасу сликао је Урош Предић, а зидне слике можда неки други уметник под Предићевим нацртима.

## Галерија
- Иконостас капеле Димитријевић